# Hannes Autere
Hannes Autere, né le 10 octobre 1888 à Saarijärvi et mort le 27 juillet 1967 dans la même ville, est un peintre et sculpteur finlandais.

## Biographie
Il étudie à l'École supérieure Aalto d'art, de design et d'architecture d'Helsinki (1909-1912) puis devient l'assistant de Gunnar Finne dès 1913. Il peint alors des aquarelles et des peintures à l'huile et se fait connaître pour ses petites boîtes de conserve peintes. 
Comme sculpteur, il travaille avec Gösta Serlachius (fi) (1927) et se fait remarquer par ses reliefs et sculptures humoristiques. Il fabrique aussi des meubles et sculpte sur bois. 
On lui doit de nombreuses sculptures d'apparats d'église et de nombreuses décorations d'autels, de chaire, de galeries, de retables etc. présentes dans les églises de Finlande. 
En 1937, il reçoit la médaille d'or à l'Exposition universelle à Paris et en 1954 la Médaille Pro Finlandia. 